# RW-Idrofoglia Racing GP
RW Racing GP ist ein Motorradsport-Team aus den Niederlanden, welches ab 2011 zunächst in der 125-cm³/Moto3-Klasse antrat und durch Luis Salom und Livio Loi insgesamt drei Rennen gewinnen konnte, bevor man 2017 von der Moto3- in die Moto2-Klasse wechselte und von 2018 bis 2021 Motorräder von NTS einsetzte. Seit 2022 startet NTS, wie 2017, mit Kalex-Motorrädern.
In der 2024 tritt RW Racing GP mit Barry Baltus und Zonta van den Goorbergh an.
Weitere bekannte ehemalige Fahrer RW Racings sind Brad Binder, Ana Carrasco, Axel Pons, Joe Roberts, Bo Bendsneyder, Hafizh Syahrin und Dominique Aegerter.

## Team-WM-Ergebnisse (seit 2018)
- 2018 – 16.
- 2019 – 15.
- 2020 – 14.
- 2021 – 15.
- 2022 – 14.
- 2023 – Elfter
- 2024 – 13.

## Grand-Prix-Siege
| Saison | Rennen                 |
| ------ | ---------------------- |
| 2012   | Indianapolis Aragonien |
| 2015   | Indianapolis           |